# Oriana Fallaci
Oriana Fallaci (Firenca, 29. lipnja 1929. – Firenca, 15. rujna 2006.), talijanska novinarka i spisateljica, poznata po izvještajima s ratnih i konfliktnih područja širom svijeta, i intervjuima koje je vodila s državnicima tijekom 1960-ih, 1970-ih i 1980-ih. Nakon terorističkog napada na njujorški WTC izazvala je kontroverze pišući protiv islama.

## Životopis
Rođena u radničkoj obitelji kao najstarija od četiri sestre. U Drugom svjetskom ratu se pridružila antifašistima, pomažući ocu koji je vodio pokret otpora u Firenci. Za vrijeme njemačke okupacije otac Edoardo je zatvoren i mučen. Za djelovanje u ratu dobila je nagradu talijanskih oružanih snaga.
Novinarstvom se počinje baviti već sa 16 godina, kako bi platila školovanje. Napustila je medicinski fakultet Sveučilišta u Firenci kako bi se mogla posvetiti novinarstvu. Tijekom 1950-ih počinje raditi za list L'Europeo. Od 1967. je u Vijetnamu i objavljuje knjige o američko-vijetnamskom ratu. Izvještavala je o ratnim sukobima u Pakistanu, Libanonu, Kambodži i dr. Tijekom demonstracija u vrijeme Olimpijskih igara u Meksiku vojska ju je 2. rujna 1968. teško ranila. Smatrana je mrtvom i trebala biti prebačena u mrtvačnicu, kada je primijećeno da još još diše. Njeno svjedočanstvo je pomoglo u opovrgavanju navoda meksičke vlade, koja je tvrdila da se masakr nije dogodio.
Fallaci je znamenita po svojim intervjuima s poznatim ličnostima. Razgovore s autoritarnim i političkim figurama je vodila ne respektirajući njihovu moć.Nguyen Cao Ky, Jaser Arafat,  Mohammed Reza Pahlavi, Henry Kissinger, Walter Cronkite, Indira Gandhi, Golda Meir, Nguyen Van Thieu, Zulfikar Ali Bhutto, Willy Brandt, ajatolah Ruholah Homeini, Idi Amin, Haile Selassie, Federico Fellini, Lech Walesa, arhiepiskop Makarios III., Sean Connery, Deng Xiaoping, Sammy Davis Jr., Werner von Braun, i Alexandros Panagoulis samo su neka od poznatih svjetskih ličnosti s kojima je razgovarala. Među najpoznatijim intervjuima je onaj s Henryjem Kissingerom, tvorcem američke vanjske politike u mandatu Richarda Nixona. Kissinger je tijekom razgovora priznao da je Vijetnamski rat bio besmislen. Njeni intervjui su sabrani u knjigu Razgovor s poviješću koja je 1970-ih bila veliki hit na području bivše Jugoslavije.
Dodijeljen joj je počasni doktorat iz književnosti na Columbia College u Chicagu. Surađivala je s mnogim svjetskim listovima (New York Times Magazine, Life, Le Nouvelle Observateur, The Washington Post, Look, Der Stern), te s talijanskim listom Corriere della Sera, u kojem je posljednjih godina objavljivala protumuslimanske tekstove.
Prevođena je na mnoge jezike. U autobiografskoj knjizi "Pismo nerođenom djetetu" iz 1975., opisuje osobnu dramu pobačaja. Roman "Muškarac" inspiriran je njenom vezom s grčkim pjesnikom i anarhistom Alexandrosom Panagoulisom, koji je 1967. pokušao atentat na grčkog diktatora Georgiosa Papadopoulosa te bio zatvoren i mučen više godina. Panagoulis je 1976. poginuo u prometnoj nesreći, a Fallaci i mnogi Grci su vjerovali da se radilo u političkom ubojstvu.
Nakon terorističkog napada od 11. rujna 2001. na tornjeve u New Yorku, gdje je posljednjih godina živjela, Fallaci je bila u središtu polemika zbog oštrih tekstova o islamu, koji su bili i predmetom sudskih tužbi u Švicarskoj, Francuskoj i Italiji.

### Romani
- Nepotrebni spol (Il sesso inutile, 1961.)
- Penelopa u ratu (Penelope alla guerra, 1962.)
- Antipatični (Gli antipatici, 1963.)
- Pismo nerođenom djetetu (Lettera a un bambino mai nato, 1975.)
- Muškarac (Un uomo, 1979.)
- Inšallah (Insciallah, 1990.)

### Dokumentarna literatura
- Sedam grijeha Hollywoda (I sette peccati di Hollywood, 1957.)
- Ako umre Sunce (Se il sole muore, 1965.)
- Ništa i amen (Niente e così sia, 1969.)
- Tog dana na mjesecu (Quel giorno sulla luna 1970.)
- Razgovor s poviješću (Intervista con la storia, 1974.)
- Gnjev i ponos (La rabbia e l'orgoglio, 2001.)
- Snaga razuma (La forza della ragione, 2004.)